# Dvärgskarv
Dvärgskarv (Microcarbo pygmaeus) är en art inom familjen skarvar. Som namnet avslöjar är den liten, med lång stjärt och kort näbb. Arten förekommer från sydöstra Europa österut till Kazakstan. Den uppträder mycket sällsynt norr om sitt utbredningsområde, med endast två fynd i Sverige från 1913 och 2024. IUCN kategoriserar den som livskraftig.

## Utseende och läten
Dvärgskarven skiljer sig ifrån sina större släktingar genom sin proportionellt långa stjärt och korta näbb. Den är annars, som sina släktingar, tecknad i svart med mörkgrön och brun glans och i adult häckningsdräkt har den vita prickar på huvud och hals. Icke-häckande fåglar saknar de vita prickarna och har ett ljusare bruntonat bröst. Juveniler är mattare och brunare i färgen. Den är förhållandevis liten med en längd på 45–55 centimeter och ett vingspann på 75–90 centimeter.
Eftersom arten saknar hakar på fjäderpennorna blir fågeln vid dykning genomblöt, för att pressa ut all luft som kan dra upp fågeln mot ytan. På land ser man därför ofta fågeln torka sina vingar.
Lätena i häckningskolonierna beskrivs som kväkande och grymtande.

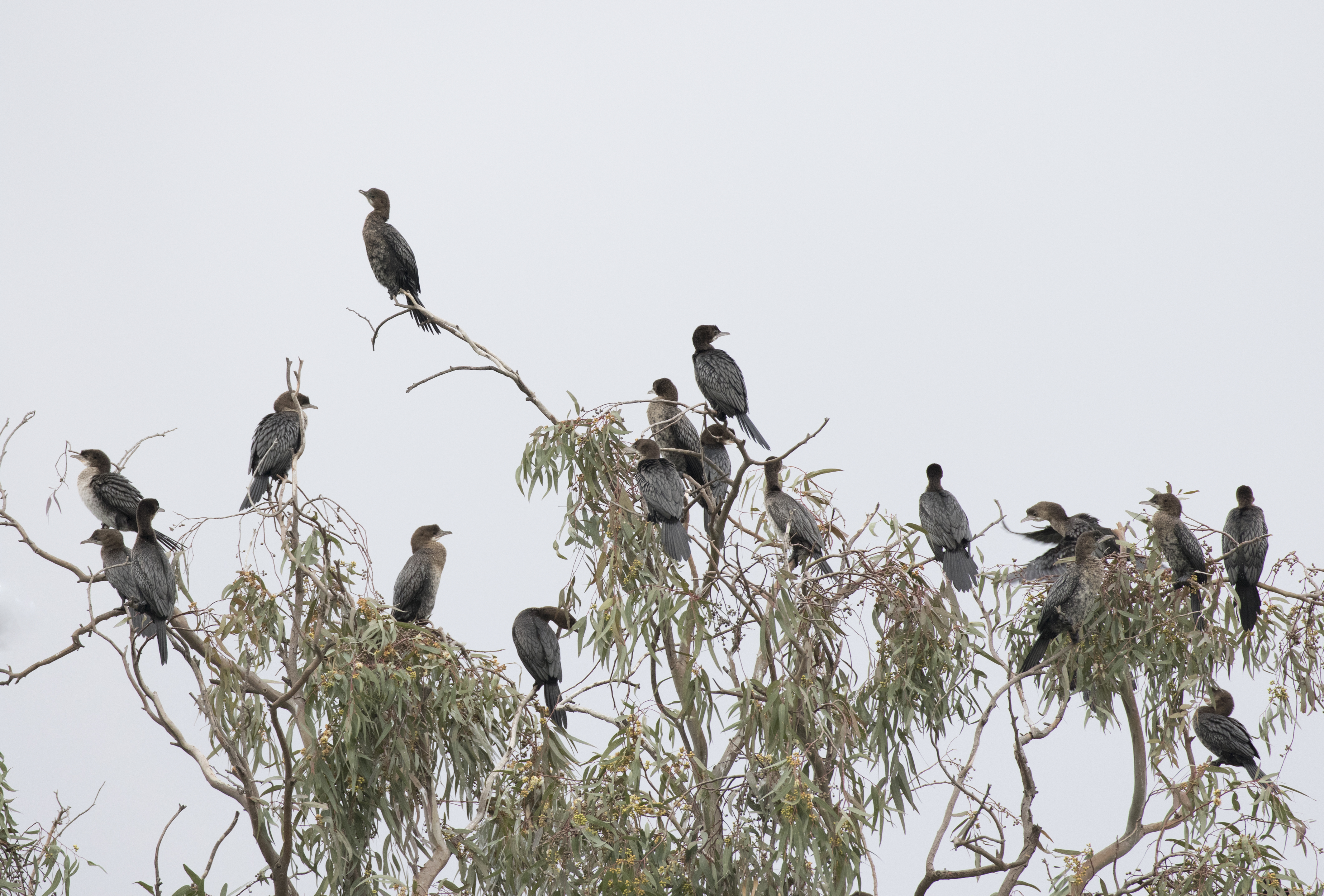
En flock dvärgskarvar i turkiska Adana.

## Utbredning
Arten häckar på spridda platser i sydöstra Europa och så långt österut som till Kazakstan, och söderut till Iran och Irak. Den nordafrikanska populationen är utdöd. I Europa häckar den exempelvis i Albanien, Bosnien och Hercegovina, Bulgarien, Grekland, Moldavien, Nordmakedonien, Rumänien, Ryssland, Serbien, Ukraina och Ungern. I Asien häckar den i de sydvästra delarna i exempelvis Kazakstan, Uzbekistan, Turkmenistan, Kirgizistan, Tadzjikistan, Turkiet, Armenien, Azerbajdzjan, Irak och Iran. Vissa delar av populationen är flyttfåglar och medan andra är stannfåglar. Den övervintrar i exempelvis Kroatien, Österrike och Israel. 

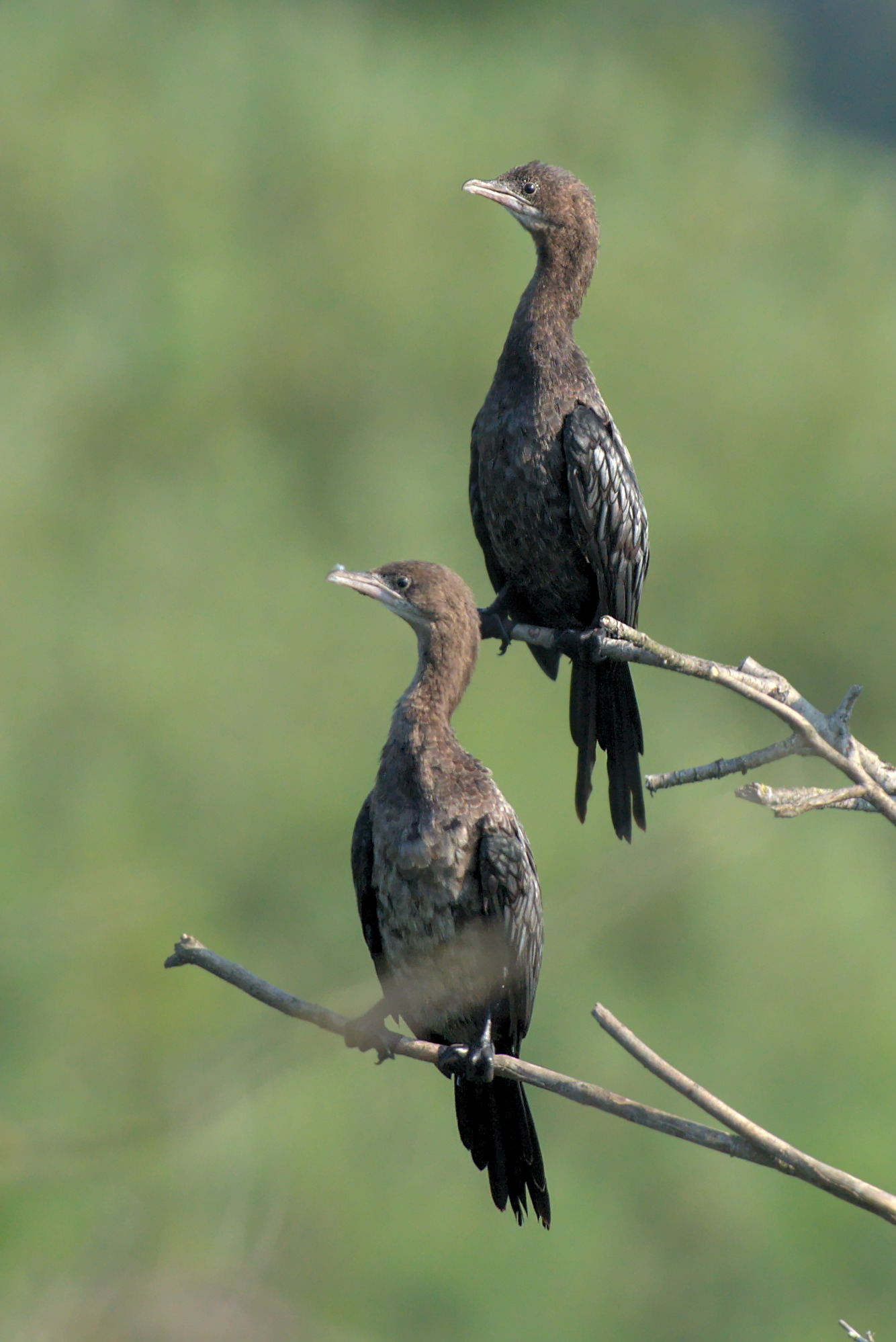

Dvärgskarv har ett antal gånger påträffats utanför sitt huvudsakliga utbredningsområde, bland annat i Mellanöstern i Afghanistan, Kuwait och Pakistan, men också i centrala och norra Europa som Tjeckien, Frankrike, Tyskland, Nederländerna och Polen. År 1913 sköts en hane utanför Ljungbyholm i Småland, som dock blev först känt bland ornitologer 1946. På kvällen 26 april 2024 upptäcktes en dvärgskarv i skånska Hasslarp. Den var kvar i gryningen morgonen därpå, men sträckte snart österut och passerade då bland annat Falsterbo.
Vid en utgrävning av en befästning i centrala Spanien hittade man fyra ben från en dvärgskarv som härstammar från sen medeltid, vilket indikerar att arten häckade i dessa områden vid denna tiden.

## Taxonomi
Skarvarnas taxonomi har varit omdiskuterad. Traditionellt har de placerats gruppen i ordningen pelikanfåglar (Pelecaniformes) men de har även placerats i ordningen storkfåglar (Ciconiiformes). Molekulära och morfologiska studier har dock visat att ordningen pelikanfåglar är parafyletisk. Därför har skarvarna flyttats till den nya ordningen sulfåglar (Suliformes) tillsammans med fregattfåglar, sulor och ormhalsfåglar.
Dvärgskarven beskrevs taxonomiskt första gången 1773 av Pallas. Typspecimentet härstammar från Kaspiska havet och Pallas placerade arten i släktet Pelecanus. Ibland har den asiatiska arten småskarv (Phalacrocorax niger) behandlats som en underart till dvärgskarv. Fram tills nyligen placerades den liksom flera andra små kortnäbbade skarvar i det stora skarvsläktet Phalacrocorax. De ledande internationella taxonomiska auktoriteterna liksom BirdLife Sverige för dessa nu till Microcarbo eftersom de utgör en tydlig grupp som skildes från övriga skarvar för tolv miljoner år sedan.
Dvärgskarven behandlas som monotypisk, det vill säga att den inte delas in i några underarter.

## Levnadssätt
Dvärgskarven häckar i kolonier vid våtmarker, vid floddeltan och vid sjöar med mycket vegetation. Den bygger sitt rede av gräs och grenar i ett lågt träd eller liknande där den lägger tre till sex ägg. Båda föräldrarna ruvar äggen i 27 till 30 dagar. Ungarna klarar sig själva efter cirka 70 dagar. Födan består mestadels av fisk upp till 15 cm i längd.

## Status
På grund av utdikning och dylikt har dvärgskarven länge varit hotad eftersom dess häckningsbiotoper minskat kraftigt. 1996 uppskattades den europeiska populationen, som utgör 75–94 % av världspopulationen, uppgå till 13 000 par, och arten ansågs utrotningshotad. Idag är läget stabilare och världspopulationen ökar, främst i Azerbajdzjan och Rumänien. Dock fortsatte arten att minska i ett fåtal länder även under perioden 1990–2000. Arten förekom tidigare i Afrika men den nordafrikanska häckningspopulationen som förekom i Algeriet och Jordanien är utdöd. Världspopulationen uppskattades 2015 till 48 000–137 000 vuxna individer.

## Namn
Dvärgskarvens vetenskapliga artnamn pygmaeus betyder just "dvärg".